# Чубровка
Чубровка — деревня в Терновском районе Воронежской области России. Входит в состав Есиповского сельского поселения.

## География
Деревня находится в северо-восточной части Воронежской области, в лесостепной зоне, в пределах Окско-Донской равнины, на левом берегу реки Шинокость (приток реки Савала), на расстоянии примерно 5 километров (по прямой) к северо-западу от села Терновка, административного центра района. Абсолютная высота — 142 метра над уровнем моря.
Часовой пояс
Деревня Чубровка, как и вся Воронежская область, находится в часовой зоне МСК (московское время). Смещение применяемого времени относительно UTC составляет +3:00.

## Население
| 2010 |
| ---- |
| 131  |

Гендерный состав
По данным Всероссийской переписи населения 2010 года в гендерной структуре населения мужчины составляли 51,1 %, женщины — соответственно 48,9 %.
Национальный состав
Согласно результатам переписи 2002 года, в национальной структуре населения русские составляли 94 %.